# Paradeisia (Arcadia)
Paradeisia (greacă Παραδείσια, înainte de 1924: Κούρταγα - Kourtaga) este o localitate în Grecia în Prefectura Arcadia.